# Rosanna Fratello
Elda Rosanna Fratello (San Severo, 26 marzo 1951) è una cantante italiana.

## Biografia

### Primi anni ed esordio
Ancora bambina si trasferisce a Cinisello Balsamo, la città in cui trascorre l'infanzia e l'adolescenza; il padre crea in quel comune una piccola azienda di ossidazione anodica che gestisce insieme al figlio (e fratello di Rosanna) Antonio. Incomincia la carriera di cantante nel 1967, dopo aver firmato un contratto con la Arlecchino di Enzo Amadori, che le fa incidere tre canzoni in una raccolta di brani del Festival di Sanremo 1967, È più forte di me, Devi avere fiducia in me e Quando dico che ti amo.
Nello stesso anno, a dicembre, vince la seconda edizione del Festival della Canzone Italiana di Santa Sofia di Romagna.
Alla fine del 1968, dopo essere stata eletta "Reginetta della Canzone" in un concorso a Piacenza, passa alla Ariston, e con la nuova casa discografica partecipa al Festival di Sanremo 1969, sostituendo all'ultimo momento Anna Identici (la quale in quel momento attraversa una delicata fase depressiva) nell'interpretazione del brano Il treno, la cui versione alternativa è presentata da Brenton Wood. Lo stesso anno la Fratello partecipa a Un disco per l'estate con Lacrime nel mare e successivamente alla Mostra internazionale di musica leggera di Venezia con Non sono Maddalena (scritta da Giorgio Conte), aggiudicandosi la "Gondola d'Argento".

### Anni '70

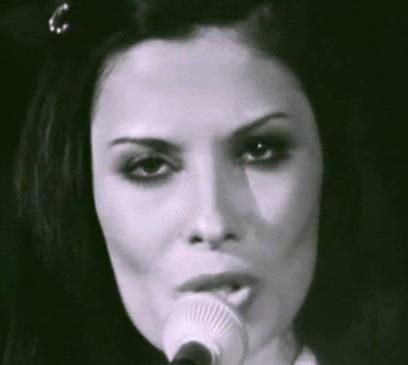
Rosanna Fratello a Canzonissima 1971

Nel 1970 partecipa nuovamente a Sanremo con Ciao anni verdi, scritta per il testo da Vito Pallavicini e per la musica da Alessandro Celentano, fratello di Adriano, e Nando De Luca, e presentata, nella doppia versione, anche dal complesso I Domodossola: il pezzo viene escluso dalla finale, ma la Fratello si guadagna l'apprezzamento da parte della collega Mina, che era anche discografica del gruppo citato. Nello stesso anno fa parte del cast della trasmissione del sabato sera E noi qui, con Gino Bramieri, Giorgio Gaber e Ombretta Colli. Inoltre partecipa a Un disco per l'estate con Una rosa e una candela, classificandosi al nono posto nella serata finale di Saint Vincent.
Nel 1971 è nuovamente presente a Sanremo con Amsterdam, che ottiene un discreto successo in Spagna. Mediterranea e dotata di naturale espressività, la Fratello in quello stesso anno viene scelta dal regista Giuliano Montaldo per il celebre film Sacco e Vanzetti, con Riccardo Cucciolla e Gian Maria Volonté, in cui interpreta Rosa, la moglie di Sacco; la pellicola viene premiata a Cannes, e Rosanna riceve il Nastro d'Argento alla migliore attrice esordiente per la sua interpretazione del ruolo di Rosa Sacco. Sempre nel 1971, la Fratello partecipa a Canzonissima con Sono una donna non sono una santa (scritta da Alberto Testa ed Eros Sciorilli), canzone che giunge al vertice dell'hit-parade ed è destinata a rimanere il suo più grande successo. Nel 1972 passa alla Ricordi pubblicando, tra gli altri, il singolo L'amore è un marinaio di Alberto Testa ed Eros Sciorilli. Nell'edizione 1972-73 di Canzonissima, accede ancora una volta alla finale con Figlio dell'amore, scritta da Fausto Leali e Vito Pallavicini. Nel 1973, con Nuvole bianche è finalista a Un disco per l'estate, manifestazione che la vede in gara anche nel 1974 con Caro amore mio (semifinalista) e nel 1975 con Povera cocca (esclusa dalle finali di Saint Vincent), quest'ultimo brano destinato originariamente a Marisa Sannia.

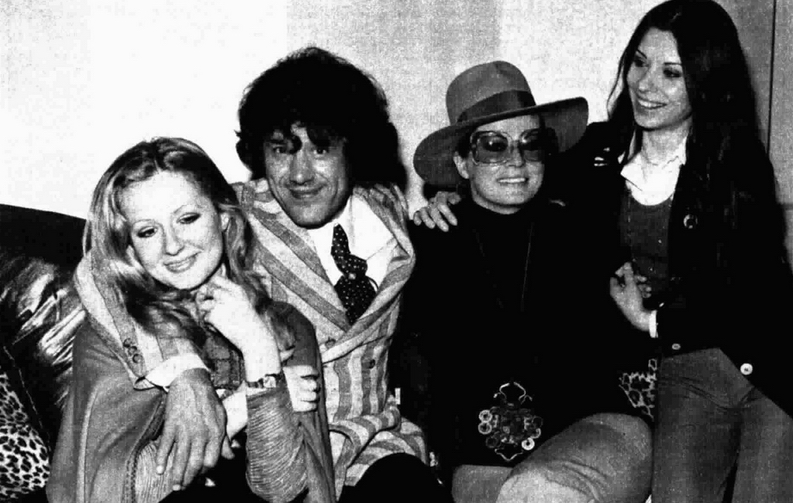
Da sinistra: Loretta Goggi, Franco Franchi, Anita Ekberg e Rosanna Fratello nel 1972

Nel 1973 prende parte al film La mano nera, diretto da Antonio Racioppi, mentre dall'anno successivo partecipa per altre tre volte consecutive al Festival di Sanremo, in quelle che saranno le edizioni più sfortunate circa il successo televisivo e la vendita discografica: nel 1974 presenta Un po' di coraggio; nel 1975, lei e Angela Luce sono le uniche concorrenti professioniste che godono di una popolarità a livello nazionale: entrambe si classificano al secondo posto, ma il brano presentato da Rosanna (Va' speranza va) non ottiene successo.
Nel 1976, dopo essere tornata all'etichetta discografica Ariston, presenta a Sanremo la canzone Il mio primo rossetto, che la Fratello non ha mai apprezzato particolarmente, e che pur non arrivando in finale si rivela un discreto successo commerciale. Contemporaneamente si dedica al folk, incentrando la sua produzione a 33 giri su vecchi canti come Vitti 'na crozza, Ciuri, ciuri, Calavrisella, Vola, vola, vola, e molti altri. In quell'anno, inoltre, prende parte al film La legge violenta della squadra anticrimine, diretto da Stelvio Massi. Nel 1978, con la nascita della figlia Guendalina, la cantante dirada i propri impegni professionali, pur continuando a esibirsi in Italia e all'estero. Dopo il passaggio alla Baby Records (1977), Rosanna tenta la carta della disco music con Listen (1977) e Quando una donna tace è sempre un angelo (1978), scritta dai La Bionda. In questo periodo posa nuda per l'edizione italiana di Playboy.

### Anni '80
Nel 1981, dopo la pubblicazione dell'album Mediterraneo, la collaborazione col cantautore Cristiano Malgioglio le permette di risalire in cima con Schiaffo, che ottiene un discreto successo. Negli anni successivi continua a incidere altri singoli, passando da un'etichetta all'altra: tra gli altri, Per un uomo che va (1980) Se t'amo t'amo (1982), Al cuore bang bang (1982), La carovana (1984), M'innamoro sempre (1985), pubblicati rispettivamente da Balance Records, Durium, Panarecord e Dischi Ricordi. Nel 1985 partecipa al programma televisivo Premiatissima (una delle prime "operazioni nostalgia"), formando il trio Ro.Bo.T con Little Tony e Bobby Solo: il trio incide anche due album per la Five Record, che ottengono un certo successo.
Sempre a Premiatissima, nel 1986 Rosanna Fratello si classifica seconda con la sua interpretazione di Amore scusami, successo di John Foster degli anni sessanta. Nel 1990 torna a collaborare con Malgioglio per il nuovo album Rosanna ieri, Rosanna domani, pubblicato dall'etichetta Carrere Records dove alterna 5 inediti e 5 cover di suoi vecchi successi in versioni riarrangiate.

### Anni '90 e 2000
Nel 1994 partecipa al Festival di Sanremo con il brano Una vecchia canzone italiana, nella Squadra Italia; pubblica l'album Stammi vicino, prodotto da Luigi Albertelli. Successivamente partecipa ad alcune trasmissioni televisive quali Domenica in e Viva Napoli, in veste di cantante e opinionista.
Nello stesso periodo prende parte a una discussa televendita, trasmessa di frequente su molte tv locali, in cui una sedicente sensitiva di nome Iole Famoso, anche nota come Famoso Iole o Maga Iole, vendeva un talismano.
Nel luglio del 2011 esce l'album Tre rose rosse, scritto e prodotto da Cristiano Malgioglio: il disco raccoglie alcuni dei più grandi successi della cantante in nuove versioni riarrangiate, unitamente a quattro inediti, uno dei quali dal titolo Un tangaccio scritto da Maurizio Costanzo. Nella primavera del 2013 entra in sala di incisione per un altro album con brani di Don Backy e Sandro Giacobbe, rimasto poi inedito. Rosanna Fratello è stata proprietaria di un bar-pasticceria a Como. Nel 2019 pubblica il singolo Non si pesa in grammi l'anima.
Nel 2023 partecipa come concorrente alla diciassettesima edizione del Grande Fratello, dove ritorna alla ribalta con una nuova versione di Se t'amo t'amo, canzone riscoperta durante il programma e diffusa tuttavia sui social media dai giovani, pubblicata in formato digitale il 22 marzo 2024 su etichetta Clodio Music.
Il 20 giugno 2025 esce il nuovo singolo Profumo di pesca, su etichetta Clodio Music, scritto da Cristiano Malgioglio e accompagnato da un videoclip diretto da Michele Vitiello.

## Vita privata
Nel 1975 sposa Pino Cappellano, all'epoca gestore di una rinomata pasticceria a Como; dalla loro unione nasce, due anni dopo, l'unica figlia, Guendalina. Nel 2010 diviene nonna.

## Partecipazioni al Festival di Sanremo
- 1969 – Il Treno (E. Isola, M. Salerno, V. Pallavicini) - Non finalista
- 1970 – Ciao Anni Verdi (A. Celentano, V. Pallavicini, N. De Luca) - Non finalista
- 1971 – Amsterdam (D. Pace, M. Panzeri, G. Lombardi, P. Calvi) - Non finalista
- 1974 – Un po' di coraggio (G. Lombardi, D. Pieretti, R. Mancino) - Finalista
- 1975 – Va speranza va (L. Pilat, G. Lombardi) - 3º posto
- 1976 – Il mio primo rossetto (U. Napolitano, N. Salerno) - Non finalista
- 1994 – Una vecchia canzone italiana con il gruppo Squadra Italia (S. Jürgens, M. Marrocchi) - 19º posto

## Discografia

### Con i Ro.Bo.T.
Album in studio
- 1985 – Le più belle canzoni di Sanremo
- 1987 – Cantando cantando

Singoli
- 1986 – Ma in fondo l'Africa non è lontana/Non m'innamoro più

## Filmografia
- Sacco e Vanzetti, regia Giuliano Montaldo (1971)
- La mano nera, regia Antonio Racioppi (1973)
- La legge violenta della squadra anticrimine, regia Stelvio Massi (1976)